# 色达县格萨尔博物馆
色达县格萨尔博物馆，位于中华人民共和国四川省甘孜藏族自治州色达县色柯镇的一座以格萨尔文化艺术为主题的博物馆，始建于2005年，是色达县投资兴建的格萨尔文化艺术中心的组成部分。该馆占地面积800平方米，建筑面积约2500平方米，展馆面积达600平方米。第十一世班禅额尔德尼确吉杰布曾于2005年以藏文、汉文双语对照为该博物馆题写馆名。

## 历史
色达相传是当年格萨尔王练兵、屯兵的地方，是《格萨尔王传》史诗文化弘扬的重要基地，被称为“格萨尔藏剧之乡”、“格萨尔文化艺术之乡”、“英雄庆功之地”。
2004年，格萨尔文化博物馆开始兴建，2005年竣工。馆名“色达格萨尔文化博物馆”为十一世班禅额尔德尼·确吉杰布以藏汉双文对照题写。色达县格萨尔文化艺术中心于2012年7月10日开工，2015年7月30日竣工，格萨尔博物馆与文化馆、图书馆、非遗馆、演艺中心、全民健身广场等成为格萨尔文化艺术中心的组成部分。

## 藏品与展览
馆内设有英雄塑像厅、格萨尔彩绘石刻展厅、格萨尔文物展厅、格萨尔唐卡展览室、格萨尔彩绘石刻研究室、格萨尔文化研究室和格萨尔唐卡研究室。塑像展厅藏有包括罕见的格萨尔坐像在内的格萨尔及其大将的塑像；彩绘石刻展厅内藏有多幅格萨尔彩绘石刻作品和半成品，以及佛像石刻；文物展厅藏有格萨尔文物等50余件，其中有5件文物在2010年被国家文物局鉴定为国家三级文物。

## 参观
该博物馆每星期的周六和周日闭馆，工作日每天当地时间9:00-17:00向大众免费开放，馆内提供汉语、藏语两种语言的讲解。